# Juan Contreras Martínez
Juan Contreras Martínez (Madrid, 1834-Madrid, 1906) fue un militar español, gobernador de Puerto Rico entre 1887 y 1888.

## Biografía
Nació en 1834 en Madrid. Hijo de Juan Contreras y San Román, en junio de 1850 se matriculó en el Colegio General Militar, terminando sus estudios en el mismo en julio de 1853 e ingresando en un regimiento de Caballería. En julio de 1854 formaba parte de las tropas de Leopoldo O'Donnell, que se sublevaron en Vicálvaro y dieron paso al bienio progresista durante el reinado de Isabel II. En el transcurso de la sublevación, donde dirigió una unidad, fue hecho preso pero puesto en libertad tras el triunfo de los sublevados, quedando destinado al regimiento Alejandro Farnesio. En 1855 luchó en el bando isabelino en la segunda guerra carlista, alcanzando el grado de capitán. Participó en las filas del regimiento Farnesio y en el de Borbón durante más de doce años. Después quedó al mando del regimiento de Villaviciosa, en la guarnición de Andalucía. 

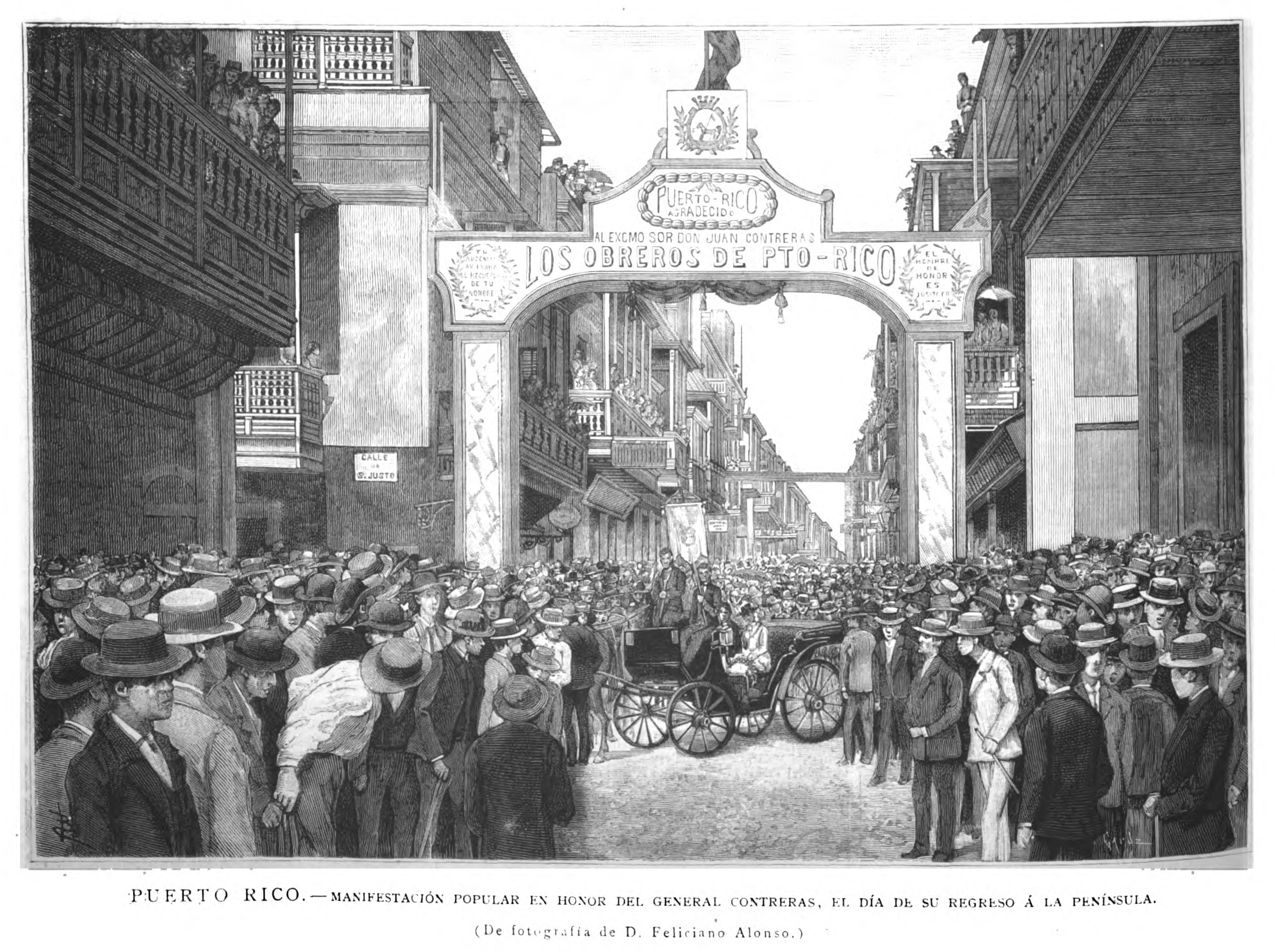
Puerto Rico.—Manifestación popular en honor del general Contreras, el día de su regreso a la península ibérica (La Ilustración Española y Americana, 1889).

En la revolución de 1868, que puso fin al periodo isabelino, se puso bajo las órdenes del sublevado general Serrano, participando en la Batalla de Alcolea y alcanzando de esa forma el grado de comandante. Destinado después en el regimiento de Calatrava, participó en la tercera guerra carlista en Navarra y en Cataluña. Por méritos de campaña ascendió a teniente coronel, con mando en el regimiento de Montesa y, después, a las órdenes de su padre, a la sazón general, en Cataluña. Ascendió a coronel y en mayo de 1873 se hizo cargo del regimiento del Rey, participando en todos los combates contra los carlistas desarrollados en la Ribera de Navarra, en Montejurra, en Monte Muro y Eteriza, en Pamplona, fundamentalmente. El 7 de julio de 1875, participó en la batalla de Treviño, tras la que ascendió a brigadier. 
En enero de 1887 fue nombrado gobernador de Puerto Rico, abandonando el cargo en marzo del mismo año. Sin embargo, volvió a ejercerlo entre noviembre de 1887 y 1888. Murió en 1906 en Madrid.